# مقاطعة بوينت كوبي (لويزيانا)
مقاطعة بوينت كوبي (بالإنجليزية: Pointe Coupee Parish, Louisiana)‏ هي إحدى مقاطعات ولاية لويزيانا في الولايات المتحدة. تأسست سنة 1807، وتبلغ مساحتها 1530 كم2، بلغ عدد سكانها 22802 نسمة في عام 2010 حسب إحصاء مكتب تعداد الولايات المتحدة وتصل الكثافة السكانية فيها 16 نسمة/كم2.

## وصلات خارجية
- United States Counties